# Rolls Series
Rolls Series — серия публикаций исторических источников по истории Средневековой Англии. Официальное название — Rerum Britannicarum medii aevi scriptores, or The Chronicles and Memorials of Great Britain and Ireland during the Middle Ages. Выходила в 1858—1896 годах; содержит 99 отдельных публикаций общим объёмом в 255 томов.
Серия получила своё название в честь судьи — хранителя судебных архивов сэра Джона Ромилли, который был инициатором её издания. 26 января 1857 года он обратился к казначейству с предложением издания серии материалов по истории Великобритании «от вторжения римлян до царствования Генриха VIII». Тома должны были выходить не по хронологическому принципу: при публикации предпочтения отдавалось «наиболее редким и ценным» материалам. Изданием документов должны были заниматься компетентные специалисты, которые в предисловии к книгам обязаны были приводить полные сведения о рукописях издаваемого источника, данные о биографии автора и краткие сведения о его эпохе. 9 февраля 1857 года проект был одобрен британским казначейством.
Первым томом серии стала «Хроника Англии» Джона Капгрейва, изданная Ф. Кингстоном в 1858 году. Серия включала ряд многотомных изданий, например, собрание сочинений Гиральда Камбрийского (8 томов, 1861—1891). Помимо собственно английских источников, серия включала публикации валлийских (Brut y Tywysogion: the Chronicle of the Princes of Wales, Annales Cambriae) и ирландских («Трёхчастное житие святого Патрика», Chronicon Scotorum) материалов.